# Alex Weiss
Alex Weiss (* 5. Januar 1971) ist ein US-amerikanischer Jazzmusiker (Alt-, Tenor- und Baritonsaxophon, Komposition).

## Leben und Wirken
Weiss begann mit zwölf Jahren, Altsaxophon zu spielen; mit 15 Jahren trat er nach Vermittlung seines Lehrers Duncan Martin mit dem John Payne Saxophone Choir in Cambridge, Massachusetts, auf. Nach dem Musikstudium an der University of Massachusetts in Boston (Abschluss 1995) zog er nach San Francisco, wo er mit lokalen Gruppen wie One Nation Underground, The Unknown Giants und The Dutch Falcone Orchestra arbeitete. In dieser Zeit hatte er Unterricht bei Roberto DeHaven, Prediger und Musiker in der Saint John Coltrane African Orthodox Church. Ab 1996 war er Altsaxophonist im Marco Eneidi/Glenn Spearman Creative Music Orchestra (American Jungle Suite, 1995); weitere Aufnahmen entstanden mit Wadada Leo Smith, Bertram Turetzky und Jackson Krall. Des Weiteren gründete Weiss in dieser Zeit ein erstes Quartett, mit Roberto DeHaven (Saxophone), Ben Pfeiffer (Bass) und Paul Spina (Schlagzeug); 1997 entstand in dieser Besetzung das Album Make Your Own Lightning. 1998 tourte er mit der Band Lords of Outland (mit Rent Romus, George Cremaschi) in Dänemark; dort lernte er John Tchicai kennen. Nach seiner Rückkehr nach Kalifornien arbeitete er mit Tchicai und nahm ein Album mit Eigenkompositionen auf (So It Goes). Daneben spielte er im Quintett Little Giant, mit Ara Anderson (Trompete), Patrick Moorehead (Piano) und Safa Shokrai (Kontrabass).
Ende 1999 zog Weiss nach Madrid, wo er mit der Band Mojo arbeitete und in Spanien tourte; weiterhin gründete er die Formation Gallo Pinto. Nach fast vier Jahren in Europa kehrte er 2003 in die Bay Area zurück und gehörte dort der Funkband Brazuka Brown an. Mit Eric Drake und Charlie Gurke bildete er das Saxophonquartett Space Invaders; außerdem arbeitete er mit dem Drum-and-Bass-Quartett Outhead (Album Quiet Sounds for Comfortable People, 2012 gefolgt von Send This Sound to the King). 2007 zog Weiss nach New York City und arbeitet seitdem mit Musikern wie Ches Smith, Dmitry Ishenko, Mike Irwin, Dalius Naujo, Nate Wooley, Abraham Gomez Delgado und seiner eigenen Formation El Gallo Bueno, mit der er 2009 auf dem Festival International de Jazz de Montréal gastierte. Weitere Aufnahmen entstanden mit Sam Mickens und mit John Tchicais Five Points (One Long Minute 2009). Im Bereich des Jazz war er Tom Lord zufolge zwischen 1995 und 2014 an sechs Aufnahmesessions beteiligt.

## Diskografische Hinweise
- Fighter Planes & Praying Mantis (OutNow, 2012), mit Rick Parker, Eyal Maoz, Dmitry Ishenko, Ches Smith, Mark Hodos